# Villámmacskák akcióban
A Villámmacskák akcióban (eredeti cím: ThunderCats Roar) 2020-as amerikai 2D-s számítógépes animációs televíziós sorozat, amelyet Victor Courtright és Marly Halpern-Graser alkotott.
Amerikában a Cartoon Network mutatta be 2020. február 22-én. Magyarországon 2020. május 18-án szintén a Cartoon Network mutatta be.

## Szereplők

### Villámmacskák
| Szereplő | Eredeti hang      | Magyar hang                             |
| -------- | ----------------- | --------------------------------------- |
| Lion-O   | Max Mittelman     | Markovics Tamás Sánta László (énekhang) |
| WilyKat  | Max Mittelman     | Bódy Gergely                            |
| Tygra    | Patrick Seitz     | Pál Tamás                               |
| Gepárda  | Erica Lindbeck    | Solecki Janka                           |
| WilyKit  | Erica Lindbeck    | Pekár Adrienn                           |
| Párdó    | Chris Jai Alex    | Varga Rókus                             |
| Snarf    | Victor Courtright | Horváth Vilmos                          |
| Jaga     | Larry Kenney      | Csuha Lajos                             |

### Gonoszok
| Szereplő             | Eredeti hang       | Magyar hang         |
| -------------------- | ------------------ | ------------------- |
| Mumm-Ra              | Patrick Seitz      | Sótonyi Gábor       |
| Slithe               | Trevor Devall      | Faragó András       |
| Szafari Joe          | Trevor Devall      | Barabás Kiss Zoltán |
| Sakálfej             | Andrew Kishino     | Karácsonyi Zoltán   |
| Majmozó              | Jim Meskimen       | Törköly Levente     |
| Keselyű              | Dana Snyder        | Haagen Imre         |
| Ratar-O              | Crispin Freeman    | Papucsek Vilmos     |
| ősi gonosz szellemek | Chris Jai Alex     | Kozma Attila        |
| furóbót              | Stephen Tobolowsky | Kassai Károly       |
| Láva Molly           | Kaitlyn Robrock    | Hermann Lilla       |
| Grune                | Thundercat         | Illés Dániel        |
| Lion-S               | Laila Berzins      | Hamvas Dániel       |

### További szereplők
| Szereplő        | Eredeti hang       | Magyar hang      |
| --------------- | ------------------ | ---------------- |
| berbilek        | Dana Snyder        | Kapácsy Miklós   |
| Gwen            | Kaitlyn Robrock    | Laudon Andrea    |
| Janjan          | Romi Dames         | Hermann Lilla    |
| Hóember         | Dave B. Mitchell   | Németh Gábor     |
| Mandora         | Erica Lindbeck     | Koncz-Kiss Anikó |
| Barbastella     | Danielle Pinnock   | Koncz-Kiss Anikó |
| Dr. Dometone    | Trevor Devall      | Forgács Gábor    |
| Starling herceg | Cedric L. Williams | Berkes Bence     |
| Claudus         | Andrew Morgado     | Bognár Tamás     |

### Magyar változat
A szinkront a Deluxe Localization megbízásából a Digital Media Services készítette.
- Főcímdal: Csuha Bori
- Bemondó: Korbuly Péter
- Magyar szöveg és dalszöveg: Szojka László
- Hangmérnök és vágó: Horváth Zoltán
- Gyártásvezető: Kovács Mariann
- Szinkronrendező és zenei rendező: Horváth Vilmos Zoltán (1x01-26), Kozma Attila (1x27-52)
- Produkciós vezető: Gyarmati Zsolt

## Évados áttekintés
| Évad | Évad | Epizódok | Eredeti sugárzás  | Eredeti sugárzás  | Magyar sugárzás | Magyar sugárzás    |
| Évad | Évad | Epizódok | Évadpremier       | Évadfinálé        | Évadpremier     | Évadfinálé         |
| ---- | ---- | -------- | ----------------- | ----------------- | --------------- | ------------------ |
|      | 1    | 52       | 2020. február 22. | 2020. december 5. | 2020. május 18. | 2020. december 16. |

## 1. évad
| #   | #   | Eredeti cím                 | Magyar cím                   | Rendezte                               | Írta                              | Eredeti premier    | Magyar premier     |
| --- | --- | --------------------------- | ---------------------------- | -------------------------------------- | --------------------------------- | ------------------ | ------------------ |
| 1.  | 1.  | Exodus                      | Exodus                       | George Kaprielian                      | Joan Ford                         | 2020. február 22.  | 2020. június 3.    |
| 2.  | 2.  | Exodus                      | Exodus                       | George Kaprielian                      | Joan Ford                         | 2020. február 22.  | 2020. június 3.    |
| 3.  | 3.  | The Legend of Boggy Ben     | A lápi lappantyú legendája   | Victor Courtright                      | Victor Courtright                 | 2020. február 29.  | 2020. május 20.    |
| 4.  | 4.  | Prank Call                  | Száraz dajka                 | Jeremy Polgar                          | Victor Courtright                 | 2020. február 29.  | 2020. május 19.    |
| 5.  | 5.  | Driller                     | Fúró                         | George Kaprielian                      | Joan Ford                         | 2020. március 7.   | 2020. május 18.    |
| 6.  | 6.  | Secret of the Unicorn       | Az egyszarvú titka           | Angelo Hatgistavrou                    | Joan Ford                         | 2020. március 7.   | 2020. május 20.    |
| 7.  | 7.  | Panthro Plagiarized!        | Plagizált Párdó              | Jeremy Polgar                          | Joan Ford                         | 2020. március 14.  | 2020. május 22.    |
| 8.  | 8.  | Warrior Maiden Invasion     | A harcos szüzek támadása     | Angelo Hatgistavrou                    | Joan Ford                         | 2020. március 14.  | 2020. május 19.    |
| 9.  | 9.  | Lost Sword                  | Az eltűnt kard               | George Kaprielian                      | Victor Courtright                 | 2020. március 21.  | 2020. május 18.    |
| 10. | 10. | The Horror of Hook Mountain | Horror a Karom-hegyen        | Jeremy Polgar                          | Joan Ford                         | 2020. március 21.  | 2020. május 22.    |
| 11. | 11. | ThunderSlobs                | Rendetlenek                  | Jessica Borutski & Angelo Hatgistavrou | Joan Ford                         | 2020. március 28.  | 2020. május 21.    |
| 12. | 12. | Working Grrrl               | Szenzációs Majmozó           | George Kaprielian                      | Joan Ford                         | 2020. március 28.  | 2020. május 25.    |
| 13. | 13. | Mandora – The Evil Chaser   | Mandora, a bolygóközi rendőr | Jeremy Polgar                          | Joan Ford                         | 2020. április 4.   | 2020. május 25.    |
| 14. | 14. | Dr. Dometome                | A dugóhúzó                   | Jessica Borutski                       | Joan Ford                         | 2020. április 4.   | 2020. május 26.    |
| 15. | 15. | Study Time                  | Mester és tanítvány          | George Kaprielian                      | Joan Ford                         | 2020. április 11.  | 2020. május 26.    |
| 16. | 16. | Mumm-Ra, the Ever-Living    | A bedugatlanok               | Jeremy Polgar                          | Joan Ford                         | 2020. április 11.  | 2020. május 21.    |
| 17. | 17. | Berserkers                  | Vademberek                   |                                        | Joan Ford                         | 2020. április 18.  | 2020. május 27.    |
| 18. | 18. | Jaga History                | Jaga meséje                  | George Kaprielian                      | Joan Ford                         | 2020. április 18.  | 2020. május 27.    |
| 19. | 19. | Barbastella                 | Barbastella                  | Jeremy Polgar                          | Joan Ford                         | 2020. április 25.  | 2020. május 28.    |
| 20. | 20. | Adopt a Jackal              | Sakál háziasítása            | Keith Pakiz                            | Joan Ford                         | 2020. április 25.  | 2020. május 28.    |
| 21. | 21. | Summer Fun Day!             | Szép, nyári nap              | George Kaprielian                      | Joan Ford                         | 2020. május 2.     | 2020. május 29.    |
| 22. | 22. | Safari Joe                  | Szafari Joe                  | Jeremy Polgar                          | Joan Ford                         | 2020. május 2.     | 2020. május 29.    |
| 23. | 23. | Ratar-O                     | Ratar-O                      | Keith Pakiz                            | Joan Ford                         | 2020. május 9.     | 2020. június 1.    |
| 24. | 24. | Prince Starling's Quest     | A világfa kútja              | George Kaprielian                      | Marly Halpern-Graser              | 2020. május 9.     | 2020. június 1.    |
| 25. | 25. | Lion-S                      | Lion-S                       | Jeremy Polgar                          | Joan Ford                         | 2020. május 16.    | 2020. június 2.    |
| 26. | 26. | Snarf's Day Off             | Mumm-Ra békái                | Keith Pakiz                            | Joan Ford                         | 2020. május 16.    | 2020. június 2.    |
| 27. | 27. | Mumm-Ra of Plun-Darr        | Plun-Darr szablyája          | George Kaprielian                      | Joan Ford                         | 2020. május 23.    | 2020. november 30. |
| 28. | 28. | Mumm-Ra of Plun-Darr        | Plun-Darr szablyája          | George Kaprielian                      | Joan Ford                         | 2020. május 23.    | 2020. november 30. |
| 29. | 29. | Mandora's Law               | Mandora törvényei            | Jeremy Polgar                          | Joan Ford                         | 2020. november 2.  | 2020. december 2.  |
| 30. | 30. | Thunder Road                | Villám út                    | Keith Pakiz                            | Joan Ford                         | 2020. november 2.  | 2020. december 2.  |
| 31. | 31. | Corporate Buyout            | Céges hajcihő                | Keith Pakiz                            | Joan Ford                         | 2020. november 3.  | 2020. december 1.  |
| 32. | 32. | Hachiman                    | Hachiman                     | George Kaprielian                      | Joan Ford                         | 2020. november 3.  | 2020. december 1.  |
| 33. | 33. | Schnorp                     | Schnorp                      | George Kaprielian                      | Joan Ford                         | 2020. november 4.  | 2020. december 3.  |
| 34. | 34. | Berb-cules                  | Berb-kules                   | Jeremy Polgar                          | Joan Ford és Marly Halpern-Graser | 2020. november 4.  | 2020. december 3.  |
| 35. | 35. | Pumm-Ra                     | Álcázott Mumm-Ra             | George Kaprielian                      | Marly Halpern-Graser              | 2020. november 5.  | 2020. december 4.  |
| 36. | 36. | King of the Machines        | A gépek királya              | Jeremy Polgar                          | Joan Ford                         | 2020. november 5.  | 2020. december 4.  |
| 37. | 37. | Sword Heist                 | Kard rablás                  | Keith Pakiz                            | Joan Ford                         | 2020. november 6.  | 2020. december 7.  |
| 38. | 38. | Claudus                     | Új király                    | George Kaprielian                      | Joan Ford                         | 2020. november 6.  | 2020. december 7.  |
| 39. | 39. | Telethon                    | Gepárda agyvihara            | Jeremy Polgar                          | Joan Ford                         | 2020. november 9.  | 2020. december 8.  |
| 40. | 40. | Mall-Ra                     | Pláza-kör                    | George Kaprielian                      | Joan Ford                         | 2020. november 9.  | 2020. december 8.  |
| 41. | 41. | Eclipsorr                   | Fogyatkozásia                | Jeremy Polgar                          | Joan Ford és Marly Halpern-Graser | 2020. november 10. | 2020. december 9.  |
| 42. | 42. | Wizz-Ra                     | Ra, a mágus                  | Keith Pakiz                            | Marly Halpern-Graser              | 2020. november 10. | 2020. december 9.  |
| 43. | 43. | ThunderDogs                 | A jó gazda                   | George Kaprielian                      | Joan Ford                         | 2020. november 11. | 2020. december 10. |
| 44. | 44. | Mini Mongor                 | A magasztos Mongor           | Megan Boyd                             | Joan Ford                         | 2020. november 12. | 2020. december 10. |
| 45. | 45. | Swampy Johnny               | Lápi Johnny                  | Keith Pakiz                            | Joan Ford                         | 2020. november 13. | 2020. december 11. |
| 46. | 46. | Tygra's Garden              | Tygra kertje                 | George Kaprielian                      | Joan Ford                         | 2020. november 16. | 2020. december 11. |
| 47. | 47. | The Space Beam              | Űrsugár                      | Megan Boyd                             | Joan Ford                         | 2020. november 17. | 2020. december 14. |
| 48. | 48. | Plundsmas                   | Mupuszt                      | Keith Pakiz                            | Joan Ford                         | 2020. november 18. | 2020. december 14. |
| 49. | 49. | Killing Time                | Az idő múlik                 | George Kaprielian                      | Joan Ford és Marly Halpern-Graser | 2020. november 19. | 2020. december 15. |
| 50. | 50. | Grune                       | Grune                        | Megan Boyd                             | Marly Halpern-Graser              | 2020. november 20. | 2020. december 15. |
| 51. | 51. | The First Thundsgiving      | Ráadás                       | Keith Pakiz                            | Joan Ford                         | 2020. november 21. | 2020. december 16. |
| 52. | 52. | Mandora Saves Christmas     | Mandora, a megmentő          | Keith Pakiz                            | Joan Ford                         | 2020. december 5.  | 2020. december 16. |